# The Life of Emile Zola
The Life of Emile Zola (prt: A Vida de Zola; bra: Emile Zola, ou A Vida de Emile Zola) é um filme estadunidense de 1937, do gênero drama biográfico, dirigido por William Dieterle, com roteiro baseado no livro Zola and His Time, de Matthew Josephson.

## Sinopse
O filme narra a ascensão do escritor francês Emile Zola e seu envolvimento na defesa do capitão Alfred Dreyfus, um militar condenado injustamente sob a acusão de traição apenas por ser judeu. Na verdade, ele passa a se interessar pelo caso somente quando procurado pela esposa de Dreyfus, e desafia os militares publicando J'accuse, um manifesto a favor do capitão.

## Elenco
- Paul Muni .... Emile Zola

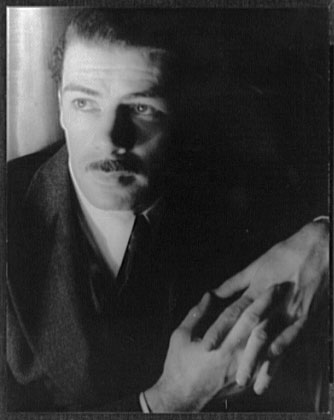
Paul Muni foi indicado ao Oscar de melhor ator, mas perdeu para Spencer Tracy (Captains Courageous)

- Gale Sondergaard .... Lucie Dreyfus
- Joseph Schildkraut .... capitão Alfred Dreyfus
- Gloria Holden .... Alexandrine Zola
- Donald Crisp .... maître Labori
- Erin O'Brien-Moore .... Nana
- John Litel .... Charpentier
- Henry O'Neill .... coronel Picquart
- Morris Carnovsky .... Anatole France
- Louis Calhern .... major Dort
- Ralph Morgan .... comandante de Paris
- Robert Barrat .... major Walsin-Esterhazy
- Vladimir Sokoloff .... Paul Cézanne
- Grant Mitchell .... Georges Clemenceau
- Gilbert Emery .... ministro da Guerra
- Harry Davebort ... chefe de Gabinete

## Principais prêmios e indicações
| Premiação         | Categoria                 | Recipiente                 | Resultado                   |
| ----------------- | ------------------------- | -------------------------- | --------------------------- |
| Oscar 1938        | Melhor filme              | Melhor filme               | Venceu                      |
| Oscar 1938        | Melhor ator coadjuvante   | Joseph Schildkraut         | Venceu                      |
| Oscar 1938        | Melhor roteiro adaptado   | Norman Reilly Raine        | Venceu                      |
| Oscar 1938        | Melhor ator               | Paul Muni                  | Indicado                    |
| Oscar 1938        | Melhor diretor            | William Dieterle           | Indicado                    |
| Oscar 1938        | Melhor direção de arte    | Anton Grot                 | Indicado                    |
| Oscar 1938        | Melhor diretor assistente | Russ Saunders              | Indicado                    |
| Oscar 1938        | Melhor som                |                            | Indicado                    |
| Oscar 1938        | Melhor história original  | Heinz Herald, Geza Herczeg | Indicado                    |
| Prêmio NYFCC 1937 | Melhor filme              | Melhor filme               | Venceu[carece de fontes?]   |
| Prêmio NYFCC 1937 | Melhor ator               | Paul Muni                  | Indicado[carece de fontes?] |